# Gonadotropinfrisättande hormon

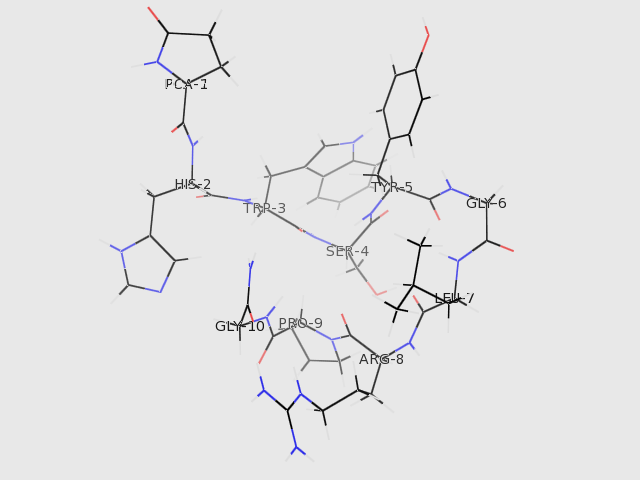
Kemisk struktur på GnRH.

Gonadotropinfrisättande hormon, GnRH, även gonadorelin och LHRH, är ett hypofyshormonfrisättande hormon. GnRH är dekapeptidhormoner som bildas av neuroner och utsöndras från hypotalamus för att frisätta gonadotropinerna follikelstimulerande hormon och luteiniserande hormon.
Syntetiska GnRH är buserelin, goserelin, leuprolid, nafarelin och triptorelin. Dessa används som läkemedel vid till exempel prostatatumörer, livmoderfibrom, metastatisk bröstcancer, hypogonadism, för tidig pubertet och endometrios samt för att skjuta upp puberteten vid könsdysfori.
GnRH stimuleras av insulin och hämmas av prolaktin. Dopamin och östrogen stimulerar utsöndring av luteiniserande hormon via GnRH. Blodvärdena av GnRH är låga under barndomen för att stiga under puberteten och därefter fortsätta vara höga under fertil ålder.
Nedsatt funktion att bilda GnRH leder till hypogonadotropism.